# Облоук
Облоук (чеш. Oblouk, буквално на српском лук) је вишенаменска зграда у Острави-Поруби у Чешкој, која се налази у најстаријем делу овог насеља, на његовом јужном крају. Име ове зграде потиче из њеног плана - када се гледа из ваздуха подсећа на лук. Облоук представља један од примера социјалистичког реализма у Чешкој педесетих година и био је планиран као монументална капија новог, радничког града (чак и данас је Облоук највећа зграда на територији Порубе). 

## Архитектонско решење
Архитекта Евжен Штефличек се током планирања Облоука инспирисао већ добро познатим Тргом палате у Петрограду - огромним простором окруженим великом палатом с монументалном капијом у његовом прочељу. Уместо коњске запреге искористио је рељеф са темом „одлазак на посао и повратак кући“ (од Вацлава Шантручека). Облоук се сматра најважнијим делом овог архитекте.

## Опис зграде
У центру полукруга „облоука“ се налази раскрсница, из које иду два пута кроз ову зграду посебним пролазима и трећи према Свинову ван ње. У пролазима су коловозне траке од тротоара физички одвојене стилизованим перистилом. На западном крају зграде налази се кула са сатом а на источном Облоук прелази у један од типичних блокова Порупског насеља. Сама зграда није један монолитни објекат, него је формира 12 посебних јединица организованих у облику једне велике зграде.

## Историја
Истовремено са изградњом других објеката у најстаријем делу Порпуског насеља - улици Савеза противфашистичких бораца (чеш. Svazu protifašistických bojovníků) у јуну 1952. године почела је и градња Облоука. Иако по оригиналним записима није била најједноставнија, радови су напредовали током читаве 1953. и 1954. године. У децембру 1954. главни радови су завршени и у Облоук су могли да се уселе први становници. Радови на декоративној фасади као посљедња фаза завршени су касније.
Монументална зграда која подсећа на архитектуру Совјетског Савеза у новим временима друге половине педесетих година и почетка шездесетих није могла опстати као добар пример социјалистичке архитектуре. Током сљедећих деценија није била уопште помињана у званичним медијима или приказивана у књигама архитектуре. Одлуком Министарства културе Чешке републике 27. марта 2008, Облоук је проглашен спомеником културе.